# Гамидгаджиев, Алигаджи Абдусаламович
Алигаджи Абдусаламович Гамидгаджиев (род. 20 мая 1988 года, Губден, Карабудахкентский район, Дагестанская АССР, РСФСР, СССР) — российский, кыргызстанский борец вольного стиля. Серебряный призёр чемпионата Азии (2019), победитель юниорского первенства Европы (2008).

## Биография
В 2008 году стал чемпионом Европы среди юниоров. С 2018 года представляет Киргизию.
В январе 2019 года во дворце спорта имена Каба уулу Кожомкула проходил чемпионат Кыргызской Республики по вольной борьбе. Всего за два дня соревнований в нём приняло участие 224 сильнейших борцов страны. В финале весовой категории 86 кг Гамидгаджиев Алигаджи (Изабек) победил Керимкулова Чынгыза (СШ №5).
В апреле 2019 года в Китае Алигаджи Гамидгаджиев завоевал серебряную медаль чемпионата Азии в весовой категории до 86 кг. По пути к финалу он одержал три победы над спортсменами из Монголии, Японии, Узбекистана. В финале проиграл иранцу Камрану Гасемпуру.